# 보비 크리스티나 브라운
보비 크리스티나 브라운(Bobbi Kristina Brown, 1993년 3월 4일 ~ 2015년 7월 26일)은 미국의 방송인이다. 휘트니 휴스턴과 보비 브라운의 외동딸로도 잘 알려져 있다. 브라운은 부모가 이혼하고 휴스턴이 양육권을 얻었을 때가 14살이였다. 휴스턴이 2012년 2월에 사망했을 때 브라운은 어머니 재산의 유일한 수혜자였다.
그해 10월 브라운은 닉 고든이라고 불리는 친구와의 관계를 발표했을 때 부모의 두 가족 모두에서 논쟁을 일으켰다.
브라운은 2015년 7월 26일에 거의 6개월 동안 혼수 상태에 빠진 후 대엽성폐렴으로 사망했다.